# Aedes samoanus
Aedes samoanus är en tvåvingeart som först beskrevs av Grunberg 1913.  Aedes samoanus ingår i släktet Aedes och familjen stickmyggor. Inga underarter finns listade i Catalogue of Life.